# Lucilina tydemani
Lucilina tydemani är en blötdjursart som först beskrevs av Hugo Frederik Nierstrasz 1905.  Lucilina tydemani ingår i släktet Lucilina och familjen Chitonidae. Inga underarter finns listade i Catalogue of Life.